# Józef Witek

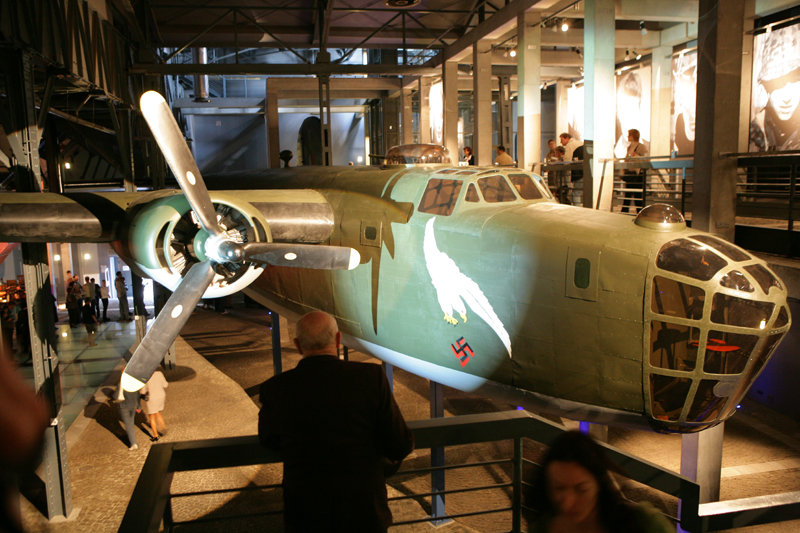
rekonstrukcja Liberatora załogi kpt. Szostaka

Józef Witek (ur. 21 kwietnia 1915 w Brzeszczach, zm. 15 sierpnia 1944) – plutonowy lotnictwa Wojska Polskiego i Polskich Sił Powietrznych na Zachodzie.

## Życiorys
Józef Witek w momencie wybuchu II wojny światowej został zmobilizowany i przydzielony do 1 pułku lotniczego. Po 17 września Józef Witek ewakuował się poprzez Rumunię i Francję do Wielkiej Brytanii, gdzie dotarł w czerwcu 1940 roku. Wstąpił do Polskich Sił Powietrznych, otrzymał numer służbowy RAF 794534.
Po przejściu szkolenia w brytyjskiej szkole lotniczej został przeniesiony do 300 dywizjonu bombowego Ziemi Mazowieckiej. W 1944 roku zgłosił się na ochotnika do 1586 eskadry do zadań specjalnych, która dokonywała lotów nad Warszawę z dostawami dla walczących powstańców. Dnia 14 sierpnia 1944 roku załoga w składzie:
- piloci: kpt. Zbigniew Szostak, plut. Józef Bielicki
- nawigator: kpt. Stanisław Daniel
- radiotelegrafista: plut. Józef Witek
- bombardier: plut. Tadeusz Dubowski
- mechanik pokładowy: plut. Wincenty Rutkowski
- strzelec: plut. Stanisław Malczyk

wystartowała z lotniska w Brindisi we Włoszech. Po dokonaniu zrzutu w okolicach pl. Krasińskich w Warszawie samolot Liberator nr KG 890 został zaatakowany przez niemieckie myśliwce nad Puszczą Niepołomicką. Dowódca kpt. Zbigniew Szostak rozkazał opuszczenie palącego się samolotu. Załoga wyskoczyła na spadochronach, ale z powodu zbyt niskiej wysokości lotu większość spadochronów nie otworzyła się. Lotnicy zginęli na miejscu roztrzaskując się o ziemię. Liberator został zestrzelony przez niemieckiego asa Luftwaffe Gustava Eduarda Fracsi.
Józef Witek pośmiertnie został awansowany na sierżanta i odznaczony Orderem Virtuti Militari. Wcześniej był odznaczony trzykrotnie Krzyżem Walecznych. Został pochowany na cmentarzu w Pogwizdowie. Po wojnie szczątki wszystkich członków załogi zostały przeniesione na cmentarz wojskowy w Krakowie.
Części samolotu załogi kpt. Zbigniewa Szostaka zostały wykorzystane do rekonstrukcji samolotu Liberator B-24 J znajdującego się w Muzeum Powstania Warszawskiego.